# Лавин, Кристин

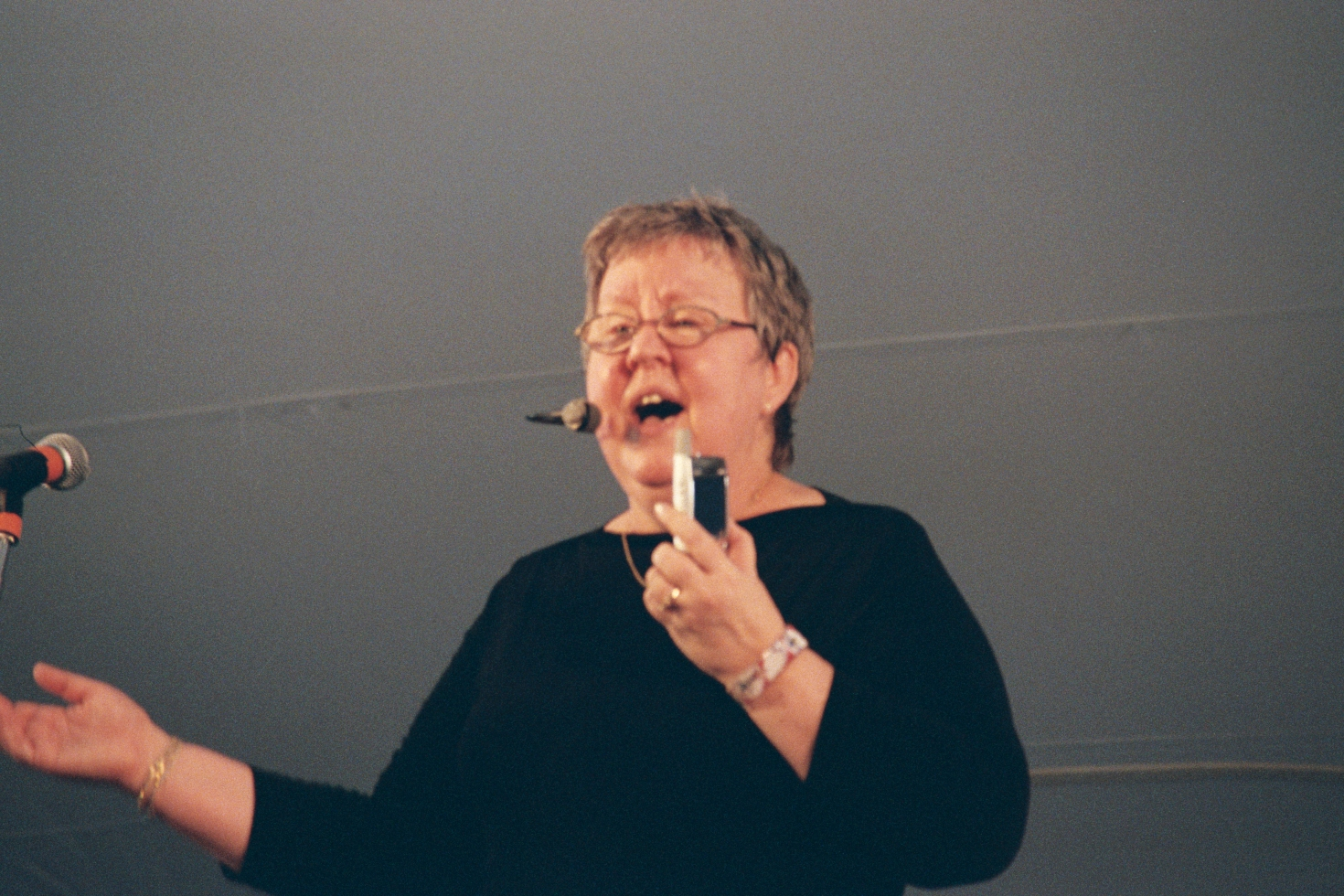
Кристин Лавин

Кристин Лавин, (англ. Christine Lavin, род. 2 января 1952) — американская гитаристка и певица, исполнительница собственных песен, проживающая в Нью-Йорке. Записала многочисленные альбомы, как сольные, так и в соавторстве с другими исполнительницами.
Её песни полны юмора, а нередко и откровенной сатиры, однако известны и её лирические произведения. Наиболее известные песни: «Sensitive New Age Guys» и «Bald Headed Men». В России практически неизвестна.

## Дискография
- Absolutely Live (1981; re-issued by Winthrop, 2000)
- Future Fossils (Philo, 1984)
- Beau Woes and Other Problems of Modern Life (Philo, 1986)
- Another Woman’s Man (Philo, 1987)
- Good Thing He Can’t Read My Mind (Philo, 1988)
- Attainable Love (Philo, 1990)
- Compass (Philo, 1991)
- Live at the Cactus Cafe: What Was I Thinking? (Philo, 1993)
- Please Don’t Make Me Too Happy (Shanachie , 1995)
- Shining My Flashlight on the Moon (Shanachie, 1997)
- One Wild Night in Concert (1998)
- Getting in Touch With My Inner Bitch (Christine Lavin, 1999)
- The Bellevue Years (Philo, 2000)
- The Subway Series (Christine Lavin, 2001)
- Final Exam (2001)
- I Was in Love With a Difficult Man (Redwing, 2002)
- The Runaway Christmas Tree (2003)
- Sometimes Mother Really Does Know Best [Live] (Appleseed, 2004)
- Folkzinger (Appleseed, 2005)